# عواطف تكلا
عواطف تكلا (توفيت في 15 ديسمبر 2013) ممثلة مصرية .

## عن حياتها
كانت بداية عواطف تكلا في الستينات من خلال عدة مسلسلات ومسرحيات وأفلام من أهمها فيلم (بنت من البنات) عام 1968 مع أحمد مظهر ونور الشريف وفيلم (البوسطجي) في العام نفسه مع شكري سرحان وصلاح منصور، ومن أشهر المسلسلات التي شاركت فيها مسلسل (الشارع الجديد) مع فردوس عبد الحميد عام 1997 ومسلسل (وجه القمر) عام 2000 مع فاتن حمامة، توفيت في نهاية عام 2013.

## من أعمالها

### في المسلسلات
- وجه القمر
- الجذور
- الشارع الجديد
- نسر الشرق ج1
- يوميات ونيس (ج2)
- الدنيا حظوظ
- عروس البحر
- بيوت في المدينة
- حافة الهاوية

### الأفلام
- إنذار بالطاعة
- مراهقون ومراهقات
- القاتلة
- الشيطان يستعد للرحيل
- غلطة أم
- كراكيب
- كل هذا الحب
- التحدي

### المسرحيات
- خان الخليلي
- وداعا أيها الفلس

### السهرات التلفزيونية
- وبعد الخريف
- الزوجة الطائشة
- الأصدقاء
- أمانتك مهر لأبنتي
- أحلام الوحوش

### في الإذاعة
- أوراق ضاحكة

## روابط خارجية
- عواطف تكلا على موقع الدهليز
- عواطف تكلا على موقع قاعدة بيانات الأفلام العربية